# Блу-Беррі-Гілл (Техас)
Блу-Беррі-Гілл (англ. Blue Berry Hill) — переписна місцевість (CDP) в США, в окрузі Бі штату Техас. Населення — 844 особи (2020).

## Географія
Блу-Беррі-Гілл розташований за координатами 28°23′8″ пн. ш. 97°47′31″ зх. д. / 28.38556° пн. ш. 97.79194° зх. д. (28.385510, -97.792050).  За даними Бюро перепису населення США в 2010 році переписна місцевість мала площу 7,55 км², уся площа — суходіл.

## Демографія
Згідно з переписом 2010 року, у переписній місцевості мешкало 866 осіб у 291 домогосподарстві у складі 223 родин. Густота населення становила 115 осіб/км².  Було 356 помешкань (47/км²).
Расовий склад населення:
| - 78,9 % — білих - 0,9 % — чорних або афроамериканців - 0,6 % — азіатів - 0,2 % — корінних американців - 17,0 % — осіб інших рас |

До двох чи більше рас належало 2,4 %. Частка іспаномовних становила 82,3 % від усіх жителів.
За віковим діапазоном населення розподілялося таким чином: 30,9 % — особи молодші 18 років, 59,2 % — особи у віці 18—64 років, 9,9 % — особи у віці 65 років та старші. Медіана віку мешканця становила 35,3 року. На 100 осіб жіночої статі у переписній місцевості припадало 101,9 чоловіків;  на 100 жінок у віці від 18 років та старших — 102,0 чоловіків також старших 18 років.
За межею бідності перебувало 55,1 % осіб, у тому числі 78,3 % дітей у віці до 18 років та 0,0 % осіб у віці 65 років та старших.
Цивільне працевлаштоване населення становило 256 осіб. Основні галузі зайнятості: роздрібна торгівля — 35,9 %, будівництво — 21,1 %, освіта, охорона здоров'я та соціальна допомога — 18,4 %, публічна адміністрація — 16,4 %.